# Calodesma dilutana
Calodesma dilutana är en fjärilsart som beskrevs av Druce 1907. Calodesma dilutana ingår i släktet Calodesma och familjen björnspinnare. Inga underarter finns listade i Catalogue of Life.